# Klaus Peter Nittmann
Klaus Peter Nittmann (* 7. Januar 1959 in Tönisvorst, Deutschland) ist ein ehemaliger österreichischer Politiker (FPÖ).

## Leben
Der aus Nordrhein-Westfalen stammende Nittmann wuchs in Tirol heran, wo er die Volksschule sowie das Realgymnasium absolvierte. Danach inskribierte er an der Universität Innsbruck, an der er zunächst Betriebswirtschaftslehre, später Rechtswissenschaften studierte. Eine seiner Kommilitoninnen war die spätere Vizekanzlerin und FPÖ-Bundesparteivorsitzende Susanne Riess. 1986 erwarb Nittmann den Doktor der Rechte.
1986 kam Nittmann nach Oberösterreich, wo er sein Rechtspraktikum am Landesgericht in Linz absolvierte. Danach wechselte er die Jobs, war zunächst Werbetexter, später Redakteur. 1992 schließlich wurde er Magistratsbediensteter der Stadt Linz.
Der oberösterreichische FPÖ-Landeschef Hans Achatz ernannte Nittmann zum Landesparteisekretär der FPÖ Oberösterreich. Im Juli 1999 schließlich wurde Nittmann als Mitglied des Bundesrats in Wien vereidigt. In dieser Funktion war er bis Oktober 2003 tätig. Danach war er noch bis Juni 2004 Referent im Büro der Linzer Freiheitlichen.